# Droga ekspresowa S7 (Polska)

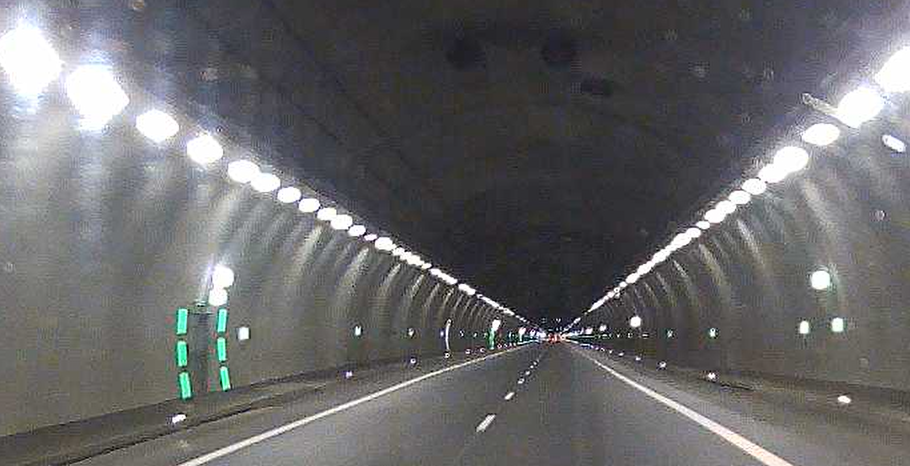
Tunel im. Marii i Lecha Kaczyńskich w ciągu drogi ekspresowej S7

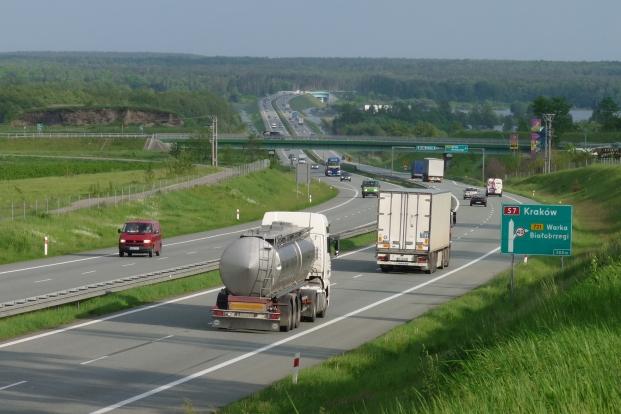
Obwodnica Białobrzegów i most na Pilicy

Droga ekspresowa S7 – budowana w Polsce droga ekspresowa między Gdynią-Chylonią a Rabką-Zdrojem, leżąca w ciągu tras europejskich E28 (na odcinku Gdańsk-Lipce – Elbląg-Wschód) i E77. Łączy aglomeracje trójmiejską, warszawską, radomską, kielecką i krakowską. Obwodnica Trójmiasta na odcinku Gdynia Wielki Kack-Gdynia Chylonia również jest oznaczona jak droga ekspresowa S7. Trasa S7 na odcinku Kraków Południe (dawniej Kraków Opatkowice) – Rabka-Zdrój stanowi fragment zakopianki. Docelowo zaplanowano ją w przekroju 2×2 (dwie jezdnie po dwa pasy ruchu) z krótkimi fragmentami o układzie 2×3. Projektowana długość trasy wynosi około 732 km, co czyni ją najdłuższą drogą szybkiego ruchu w Polsce.

## Istniejące odcinki
Istniejącymi fragmentami o statusie drogi ekspresowej lub wyższym są odcinki:

### Chwaszczyno – Żukowo (fragment Obwodnicy Metropolii Trójmiejskiej)
Odcinek o długości 17,6 km Przetarg ogłoszono 19 sierpnia 2020 r. Umowę podpisano 16 kwietnia 2021.. Oddany do użytku 18 czerwca 2025.

### Gdańsk(węzeł Gdańsk-Południe) – Wschodnia obwodnicaPłońska
W jego skład wchodzą następujące odcinki o łącznej długości 278,9 km:
- Gdańsk-Południe[21] – Koszwały (Południowa obwodnica Gdańska) (18,0 km); zbudowana w latach 2010–2012[22][23] przez konsorcjum firm Bilfinger Berger (lider) i Wakoz. Udostępniona do ruchu 9 czerwca 2012. Połączyła obwodnicę trójmiasta i autostradę A1 z drogą krajową nr 7. Przebiega przez tereny miasta Gdańska (dzielnice: Orunia-Św. Wojciech-Lipce i Olszynka) oraz gminy Pruszcz Gdański i Cedry Wielkie, omijając centrum Gdańska. Z opóźnieniem zostały otwarte węzły: Żuławy Zachód (20.06.2012) i Gdańsk-Lipce (14.12.2012). Węzeł Gdańsk-Port otwarto 29.12.2012, z powodu realizacji Trasy Sucharskiego przez miasto Gdańsk w innym terminie.
- Koszwały – Kazimierzowo (40 km); podzielony w przetargach na dwa odcinki[24][25]. Umowy na oba odcinki zostały podpisane 9 października 2015 roku[26]. Zbudowana w latach 2015–2019. Udostępnione do ruchu oba odcinki dnia 31 października 2018.
  - Koszwały – Nowy Dwór Gdański (20,5 km); zbudowana w latach 2015–2019 przez czeską firmę Metrostav. Wartość kontraktu wyniosła 1,642 mld zł. 18.01.2018 oddano tymczasowo do użytku jezdnię południową na odcinku 2 km (most w Kiezmarku – Dworek)[27]. 18 października 2018 oddano do użytku obydwie jezdnie o długości 7,5 km na odcinku Koszwały – Kiezmark[28][28].
  - Nowy Dwór Gdański – Kazimierzowo (19,5 km); zbudowana w latach 2015–2019 przez firmę Budimex. Wartość kontraktu wyniosła 1,576 mld zł. Oprócz budowy drogi ekspresowej w ramach zadania wybudowano również wiadukt w ciągu ulicy Żuławskiej w Elblągu oraz zlikwidowano kolizyjne skrzyżowanie z tą ulicą.
- Elbląg-Południe (dawniej Raczki) – Elbląg Wschód (4,2 km); przebudowana w latach 2005–2007, w ramach przebudowy drogi nr 7 na odcinku Jazowa – Węzeł Raczki – Węzeł Wschód. Oddana do użytku 14 września 2007 roku[29].
- węzeł Elbląg-Wschód (0,7 km); przebudowano istniejący węzeł z czasów Berlinki w latach 2004–2005, oddany do użytku 30 sierpnia 2005 roku.
- Elbląg-Wschód – Pasłęk-Północ (13,7 km); zbudowana w latach 2008–2011 przez Eurovia Polska S.A. (lider), Eurovia Verkehrsbau Union GmbH, Warbud S.A., Przedsiębiorstwo Usługowo – Transportowe „Ol-Trans” Olgierd Hewelt i Drogomex Sp. z o.o., udostępniona do ruchu 28 lipca 2011. Wartość kontraktu wyniosła 662,1 mln zł[30]. Dodatkowo w ramach umowy dobudowano brakującą łącznicę na węźle Raczki (obecnie: Elbląg-Południe).
- Pasłęk – Miłomłyn-Północ (dawniej Winiec) (37,2 km); rozpoczęcie prac: 2010; oddany do użytku 1 sierpnia 2012[31];
- Miłomłyn-Północ – Ostróda-Północ (bez węzła) (9,2 km); obwodnica Miłomłyna oddana jako jednojezdniowa 9 grudnia 1997, następnie w latach 2014–2016 przebudowana na drogę dwujezdniową wraz z odcinkiem drogi nr 7 do Czerwonej Karczmy, odcinek oddany do użytku 19 grudnia 2016, cztery miesiące przed planowanym zakończeniem[32][33][34].
- Ostróda Północ – Ostróda Południe (9,7 km[35]); przetarg ogłoszony 21.06.2013, rozstrzygnięcie przetargu 16.03.2015, umowa podpisana 15 czerwca 2015[36], wartość kontraktu 1,3 mld, wykonawca: Budimex. Odcinek ten miał być oddany do użytku wraz z trasą Ostróda Południe – Olsztynek, jednak prace się opóźniły. Odcinek oddano do użytku 22 grudnia 2017 r.[37] 20 czerwca 2018 roku oddano do ruchu ostatni obiekt na tym odcinku drogi – Most Niepodległości nad Kanałem Pauzeńskim[38].
- Ostróda Południe – Rychnowo (8,8 km); wykonawca: konsorcjum Strabag Infrastruktura Południe Sp. z o.o. (dawniej Heilit+Woerner Sp. z o.o.). Wartość kontraktu: 299,2 mln zł. Oddana do użytku 11 sierpnia 2017[39].
- Rychnowo – Olsztynek Zachód (ok. 11,2 km); Wykonawca: firma Strabag Sp. z.o.o. Wartość kontraktu: 388,5 mln zł. Oddana do użytku 6 grudnia 2017[40].
- część obwodnicy Olsztynka (3 km); oddana do użytku 29 września 2012[41].
- Olsztynek – Nidzica Północ (28,3 km); oddany jako droga dwujezdniowa 8 listopada 2012[42].
- obwodnica Nidzicy (Nidzica Północ – Nidzica Południe) (9,1 km); oddana do użytku 23 czerwca 2017 r.[43]; umowę zawarto 22 stycznia 2015 r. z firmą Strabag na kwotę 229,4 mln zł.
- Nidzica Południe – Napierki (granica woj. warmińsko-mazurskiego) (13,6 km); oddany do użytku 23 czerwca 2017 r.[44]; umowę zawarto 22 stycznia 2015 r. z firmą Strabag na kwotę 263,1 mln zł.

- Napierki (granica woj. warmińsko-mazurskiego z woj. mazowieckim) – Strzegowo. Odcinek ten składa się z dwóch pododcinków:
  - Napierki – Mława (ok. 14 km); wykonawcą tego odcinka było konsorcjum firm Strabag Sp. z o.o. oraz Strabag Infrastruktura Południe Sp. z o.o. Umowę o wart. 294,8 mln zł, podpisano 20 grudnia 2017 r.[45] 10 marca 2020 roku wydano decyzję ZRID[46], a 23 grudnia 2022 r. udostępniono odcinek do użytku[47].
  - Mława – Strzegowo (ok. 21,5 km); wykonawcą tego odcinka było konsorcjum firm PORR S.A. oraz PORR Bau Gmbh. Umowę o wart. 446,2 mln zł podpisano 20 grudnia 2017 r.[45] Termin realizacji wstępnie przypadał na kwiecień 2021 roku[48]. 9 października 2019 wydane Zezwolenie na Realizację Inwestycji Drogowej (ZRID) dla odcinka Mława – Strzegowo[49]. 22 grudnia 2021 oddano do ruchu jezdnie główne na zasadzie tymczasowej organizacji ruchu[50]. Zakończenie wszystkich prac nastąpiło w grudniu 2022 roku[51].

- Strzegowo – Płońsk. Odcinek ten składa się z dwóch pododcinków:
  - Strzegowo – Pieńki (ok. 22 km); przetarg ogłoszono 23 września 2015 roku[52]. Oferty złożyło 9 firm[53][54]. Na wykonawcę odcinka zostało wybrane konsorcjum firm Strabag Sp. z o.o. i Strabag Infrastruktura Południe Sp. z o.o., które zadeklarowało wykonanie prac za kwotę 516,2 mln zł[55]. 2 września 2019 uzyskano decyzję o zezwoleniu na realizację inwestycji drogowej (ZRID)[56]. 22 grudnia 2021 oddano do ruchu jezdnie główne[50]. Odcinek oddano do użytku 23 grudnia 2022.[51]
  - Pieńki – Płońsk (ok. 13,7 km); na budowę odcinka oferty złożyło jedenaście firm.[57] Umowę podpisano 12 stycznia 2018 roku[58], wykonawcą zostało konsorcjum firm Strabag Sp. z o.o. i Strabag Infrastruktura Południe Sp. z o.o., kwota kontraktu: 311,7 mln zł. 2 września 2019 uzyskano decyzję o zezwoleniu na realizację inwestycji drogowej (ZRID)[56]. 22 grudnia 2021 oddano do ruchu jezdnie główne[50]. Odcinek oddano do użytku 23 grudnia 2022.[51]

- Wschodnia obwodnica Płońska (Poświętne d. Ciechanów – Siedlin) (4,7 km). Rozpoczęcie robót 28.09.2007 r.; zakończenie: 31.05.2009 r.; oddana do użytku 3 czerwca 2009 r. wykonawca: konsorcjum Teerag-Asdag. Wartość kontraktu: ok. 200 mln zł[59][60].

### Warszawa Powązki (al. Prymasa Tysiąclecia) – węzeł Kraków Mistrzejowice
W jego skład wchodzą następujące odcinki o łącznej długości: 290,80 km:
- Warszawa Powązki (al. Prymasa Tysiąclecia) – Warszawa Lotnisko (około 20,9 km), który nie jest oznaczony jako droga ekspresowa S7, obejmuje on następujące pododcinki:
  - węzeł Prymasa Tysiąclecia – Konotopa[61] (10,4 km); oddany do użytku 19 stycznia 2011 – oznaczony jako droga ekspresowa S8[61] w jego skład wchodzi odc. Warszawa Zachód – Konotopa (S2), o dł. 2 km, oddany do użytku 23 maja 2012[62].
  - odcinek Konotopa – Warszawa al. Krakowska (6 km); oddany do użytku 31 lipca 2013 (oznaczony jako droga ekspresowa S2 w ramach południowej obwodnicy Warszawy).
  - odcinek Al. Krakowska – Warszawa Lotnisko (4,5 km); oddany do użytku 6 września 2013 (oznaczony jako droga ekspresowa S2 w ramach południowej obwodnicy Warszawy).

- Warszawa Lotnisko – Grójec. Cały odcinek – 29,3 km. Na odcinku od węzła Warszawa Lotnisko do węzła Lesznowola zaplanowano dwie jezdnie, po trzy pasy ruchu. Dalej trasa – aż do obwodnicy Grójca – będzie miała dwie jezdnie, po dwa pasy ruchu[63]. Przetarg ogłoszono 18 września 2015 w trybie „zaprojektuj i zbuduj”. 17 sierpnia 2017 podpisano umowy na budowę drogi ekspresowej S7 od węzła Lotnisko do obwodnicy Grójca[64]. Według projektu umowy, termin oddania inwestycji do użytku przypada na kwiecień 2021 r.[65] Inwestycję podzielono na trzy fragmenty:
  - Warszawa Lotnisko (węzeł POW) – Lesznowola. Długość: 6,6 km; obejmuje węzeł Zamienie (w okolicach ul. Karczunkowskiej) i kończy się w węźle Lesznowola (skrzyżowanie z nowym przebiegiem drogi nr 721). Umowę podpisano 17 sierpnia 2017 r. zKonsorcjum firm Rubau Polska Sp. z o. o, Construcciones Rubau S.A., Wartość kontraktu wyniosła 221,4 mln zł[66] 16.05.2019 GDDKiA odstąpiła od umowy na budowę tego odcinka z powodu zaniedbań ze strony wykonawcy[67]. 26 lipca 2019 roku GDDKiA ogłosiła przetarg na dokończenie projektu oraz budowę tego odcinka[68]. 14 lutego 2020 roku GDDKiA podpisała umowę na kontynuację projektowania i budowę tego odcinka z firmą Polaqua. Wartość umowy to ok. 457,3 mln zł[69]. Odcinek został oddany do ruchu 30 sierpnia 2022 roku[70].
  - Lesznowola – Tarczyn Północ (ok. 15 km); obejmuje węzły Antoninów, Złotokłos i Tarczyn Północ (skrzyżowanie z drogą wojewódzką nr 876). Najtańsza okazała się oferta firmy IDS-Bud SA – 388,6 mln zł. 3 października Wojewoda Mazowiecki wydał ZRID na jednego z pododcinka od długości 1,3 km[71], natomiast 30 grudnia 2019 roku został wydany ZRID na pozostały fragment – odcinek o długości 13,5 km[72]. Po wykorzystaniu wszelkich dostępnych narzędzi mobilizujących wykonawcę, 2 października 2020 r. GDDKiA podjęła decyzję o odstąpieniu od umowy z firmą IDS-Bud SA informując jednocześnie, że nowe postępowanie ogłoszone zostanie jeszcze w roku 2020[73]; 29 kwietnia 2021 r. GDDKiA wybrała wartą około 510,5 mln zł ofertę firmy PTU Intercor[74], a 23 czerwca 2021 roku podpisała umowę z tym wykonawcą[75]. Od dnia 28 kwietnia 2023 roku uzyskana jest przejezdność odcinka z ograniczeniem prędkości do 80 km/h bez możliwości skorzystania z węzłów Antoninów i Tarczyn Północ[76]. 31 sierpnia 2023 roku oddano do użytku węzeł Antoninów[77], natomiast 30 października 2023 oddano do ruchu węzeł Tarczyn Północ[78]. Od 22 marca 2024 r. oznaczony jako droga ekspresowa[79].
  - Tarczyn Północ – Głuchów (7,9 km); od skrzyżowania z dotychczasową drogą nr 7 koło miejscowości Pamiątka do ekspresowej obwodnicy Grójca[80]. Wykonawcą była firma Mota-Engil Central Europe S.A., której oferta wynosiła 203,4 mln zł[81]. 17 grudnia 2020 oddano do ruchu na zasadzie tymczasowej organizacji ruchu odcinek pomiędzy rondem w Rembertowie (węzeł Tarczyn Południe) a początkiem obwodnicy Grójca o długości 5 km. Od maja 2021 r. oznaczony jako droga ekspresowa.

- zachodnia obwodnica Grójca (Głuchów – Kępina) (8,3 km); odcinek (z czterema węzłami oraz jednym skrzyżowaniem) oddany do użytku 19 września 2008, wcześniej jako droga dwujezdniowa.
- Grójec-Kępina – Białobrzegi Północ d. Falęcice; 17,8 km, oddany do użytku jako droga dwujezdniowa 16 grudnia 2009, oznaczony jako droga ekspresowa 26 maja 2010.
- wschodnia obwodnica Białobrzegów (Falęcice – Sucha); 7,7 km, oddana do użytku w lipcu 2003[82].
- Białobrzegi Południe d. Sucha – Jedlińsk; 15,7 km (z dwoma węzłami oraz dwoma skrzyżowaniami), odcinek oddany do użytku 16 lipca 2008. Ostatecznie wjazd na zachodnią obwodnicę Radomia utworzono w Kępinach, 3 km przed Jedlińskiem[83].
- Zachodnia obwodnica Radomia. Radom Północ (d. Radom Kępiny) – Radom Południe (d. Radom Młodocin) (ok. 24,6 km); przetarg ogłoszony ponownie 2.09.2013, otwarcie ofert – 30.01.2015. Umowę na realizację Zachodniej Obwodnicy Radomia podpisano 29.07.2015 r. Na wykonawcę została wybrana hiszpańska firma Dragados. Kontrakt realizowany w systemie projektuj i buduj, a jego wartość to 729,4 mln zł. Teren budowy został przekazany wykonawcy w sierpniu 2015 roku[84]. Oddana do użytku 19 października 2018[85].
- Radom Południe (bw.) – granica woj. mazowieckiego z woj. świętokrzyskim. Odcinek długości 22 km[86]. Umowa na budowę odcinka podpisana została 3 lipca 2014 roku między kieleckim oddziałem GDDKiA, a hiszpańskim konsorcjum budowlanym Dragados. W ramach kontraktu istniejąca od 1992 roku, jednojezdniowa obwodnica Szydłowca z dwoma pasami ruchu o długości 4,1 km, została gruntownie zmodernizowana i przebudowana do parametrów dwujezdniowej drogi ekspresowej. Znaczna jej część została poprowadzona w wykopie i osłonięta ekranami akustycznymi. Zostały wybudowane 3 węzły: Szydłowiec Północ w miejscowości Chustki, Szydłowiec Centrum w pobliżu skrzyżowania z ul. Tadeusza Kościuszki i Szydłowiec Południe w miejscowości Barak. Na węźle Szydłowiec Centrum droga jest połączona z nowym przebiegiem drogi wojewódzkiej nr 727[87]. Oddana do użytku 12 lipca 2017[88]. Około 10-kilometrowy odcinek trasy S7 biegnący w granicach gminy Szydłowiec nosi nazwę „Indiańska Droga Sat-Okha”[89].
- Granica woj. mazowieckiego z woj. świętokrzyskim – Skarżysko-Kamienna – Odcinek o długości 7,6 km. Przetarg ogłoszono w grudniu 2013 roku[90]. Przebieg zaplanowano po zachodniej stronie dotychczasowej drogi nr 7. W początkowym i końcowym fragmencie inwestycji zaplanowano dwa węzły: Skarżysko-Kamienna Zachód i Skarżysko-Kamienna Północ, jak również 4 wiadukty, 2 mosty, 2 przejazdy gospodarcze, 1 przejście dla zwierząt średnich i 6 dla małych oraz drogi dojazdowe w ramach tej inwestycji. Na wykonawcę odcinka wybrana została firma Budimex. 10.10.2017 została zawarta umowa na wykonanie odcinka. Koszt budowy wyniósł 259,8 mln zł. Wykonawcy na realizację zadania przeznaczono czas 22 miesięcy z wyłączeniem okresów zimowych[91]. Odcinek oddano do użytku 18 grudnia 2019 roku bez węzła Skarżysko-Kamienna Północ, który zgodnie z zapisami kontraktu miał być udostępniony w maju 2020 roku[92]. 25 maja 2020 roku otwarto węzeł Skarżysko-Kamienna Północ[93].
- obwodnica Skarżyska-Kamiennej (2,1 km); oddana do użytku 19 grudnia 2005 (ze względu na małą długość oznaczona jako droga ekspresowa od 27 kwietnia 2011, łącznie z odcinkiem Skarżysko-Kamienna – Występa)[94].
- Skarżysko-Kamienna – Występa (16,7 km); oddany do użytku 27 kwietnia 2011[95].
- Występa – Wiśniówka z węzłem Kielce-Północ (7,1 km); oddany do użytku jako droga dwujezdniowa 19 września 2009, oznaczony jako droga ekspresowa 16 października 2009[96].
- północno-zachodnia obwodnica Kielc: Wiśniówka – Chęciny (22,7 km); zbudowana w latach 1974–1984 (jedna jezdnia), w latach 2010–2013 rozbudowana do układu 2×2 (2 jezdnie po 2 pasy ruchu), z możliwością poszerzenia do 3 pasów w obie strony; oddana do użytku jako droga dwujezdniowa 10 lipca 2013, oznaczona jako ekspresowa 29 sierpnia 2013[97].
- Chęciny – Jędrzejów. Cały odcinek: 21,55 km[98], oddawany do ruchu sukcesywnie w mniejszych odcinkach. Umowę na realizację odcinka podpisano 15 czerwca 2015 roku. Wartość umowy wyniosła 585,7 mln złotych. Na wykonawcę zostało wybrane konsorcjum z liderem Salini Polska. Inwestycja miała się zakończyć w trzecim kwartale 2017 roku, jednak z powodu opóźnienia prac, zapowiedziano udostępnienie wpierw północnego odcinka pod koniec lata 2018[99]. 4.09.2018 oddano do użytku, na zasadzie przejezdności 9-kilometrowy fragment drogi między Chęcinami a Brzegami, z ograniczeniem prędkości do 100 km/h. Bezpośredni wjazd na drogę ekspresową S7, od strony Kielc w kierunku Krakowa, umożliwiono z tymczasowego ronda w Chęcinach (na ulicy Radkowskiej)[100]. 26 października 2018 został udostępniony około kilometrowy, poprawiający płynność ruchu, fragment drogi ekspresowej S7, łączący węzeł Kielce Południe w Chęcinach z 9-kilometrowym odcinkiem S7 do Brzegów (otwartym we wrześniu 2018 r.), do tej pory połączone objazdem przez trzy ronda[101]. 13 grudnia 2018 roku udostępniono 7-kilometrowy fragment drogi między Brzegami a Mnichowem, gdzie otwarty został w pełni węzeł w Mnichowie oraz częściowo węzeł w Brzegach (łącznica w kierunku Kielc)[102]. Ostatni, 4-kilometrowy fragment drogi między węzłem Mnichów a węzłem Jędrzejów Północ udostępniono kierowcom 21 grudnia 2018[103]. Datę zakończenia robót wielokrotnie przekładano. Ostatecznie wszystkie prace zakończyły się pod koniec 2020 r., a wykonawcy w wyniku opóźnień naliczono kary umowne w wysokości 60,6 mln złotych[104].
- Obwodnica Jędrzejowa – lata realizacji 2003–2005. Dwujezdniowa obwodnica ma długość 6,8 km[105]. W ramach budowy S7 na odcinku do granicy województw świętokrzyskiego i małopolskiego dobudowano drugą jezdnię na brakującym odcinku obwodnicy, dzięki czemu cała obwodnica posiada obecnie dwie jezdnie po dwa pasy ruchu[106].
- Jędrzejów – granica woj. świętokrzyskiego z woj. małopolskim długość: 20 km[106] – umowę na realizację odcinka podpisano 16 października 2014 roku. Na jego wykonawcę została wybrana firma Budimex S.A. W ramach inwestycji zaplanowano budowę 4 węzłów: Jędrzejów Wschód, Jędrzejów Południe (w Łączynie), Mierzawa i Wodzisław. Droga została oddana do użytku 23 września 2017[107].

- Granica woj. świętokrzyskiego (Moczydło) – węzeł Miechów. Odcinek o długości 18,7 km[108]. Przetarg wstępnie ogłoszono we wrześniu 2015 roku dla trasy Moczydło – Szczepanowice[109], jednak umowa nie została podpisana w wyniku unieważnienia decyzji środowiskowej na skutek protestów mieszkańców wsi Poradów dotyczących planowanego przebiegu drogi[110]. Ponowne ogłoszenie przetargu nastąpiło 9 września 2019 r.[111] Umowa została podpisana 16 kwietnia 2020[108]. Budowa rozpoczęła się w sierpniu 2020 r. Otwarcie odcinka drogi 05.09.2023 r.

- Miechów (bez węzła) – Szczepanowice (bez węzła). Odcinek o długości 5,3 km[108]. Przetarg wstępnie ogłoszono we wrześniu 2015 roku[109], jednak umowa nie została podpisana w wyniku unieważnienia decyzji środowiskowej na skutek protestów mieszkańców wsi Poradów dotyczących planowanego przebiegu drogi[110]. Zgodnie ze stanem na dzień 16 kwietnia 2020 r., procedura odwoławcza nie została zakończona[108]. 29 kwietnia 2020 roku ogłoszono ponowny przetarg na budowę tego odcinka[112]. Umowę podpisano 8 lutego 2021 r.[113] Budowa zaczęła się w 2023 r. Odcinek oddany do użytku został 26.08.2024 r.[114]

- Węzeł Szczepanowice – węzeł Widoma. Odcinek długości ok. 14 km[115]. Wszystkie firmy które zgłosiły się do przetargu, zaproponowały termin realizacji 34 miesięcy, z gwarancją jakości na 10 lat. Wykonawcą odcinka została firma Mota Engil Central Europe S.A.[116] Umowę podpisano 8.01.2018 r[117]. 28 sierpnia 2019 roku Wojewoda Małopolski wydał decyzję o zezwoleniu na realizację inwestycji drogowej (ZRID) na ten odcinek[118], a prace rozpoczęto 11 września 2019[119]. Odcinek ten oddano do ruchu 4 października 2021 roku[120].

- Widoma (bez węzła) – Kraków Mistrzejowice (bez węzła). Odcinek o długości 13,3 km. Udostępniony na zasadzie przejezdności 23 grudnia 2024 roku, na którym obowiązuje ograniczenie prędkości do 80 km/h. Budowa tej drogi nie jest jeszcze w pełni skończona. Wzdłuż trasy pozostają do zrobienia pewne elementy, m.in. prace na węzłach i ogrodzenia. Skomunikowanie S7 z S52 zapewni łącznica, która do czasu ukończenia prac w obrębie węzła Mistrzejowice, będzie obsługiwała ruch w obu kierunkach. Węzeł Łuczyce będzie zamknięty do połowy 2025 roku, trwają na nim jeszcze prace. Węzeł Raciborowice do momentu oddania węzła Mistrzejowice będzie działał w ograniczonym stopniu – nie będzie można na nim wjechać w kierunku Krakowa, ani zjechać na nim, jadąc od strony miasta. W ten sposób ograniczony zostanie ruch na łącznicy między Północną obwodnicą Krakowa, a S7[121].

### KrakówNowa Huta(d. węzeł Igołomska) –KrakówBieżanów (A4)

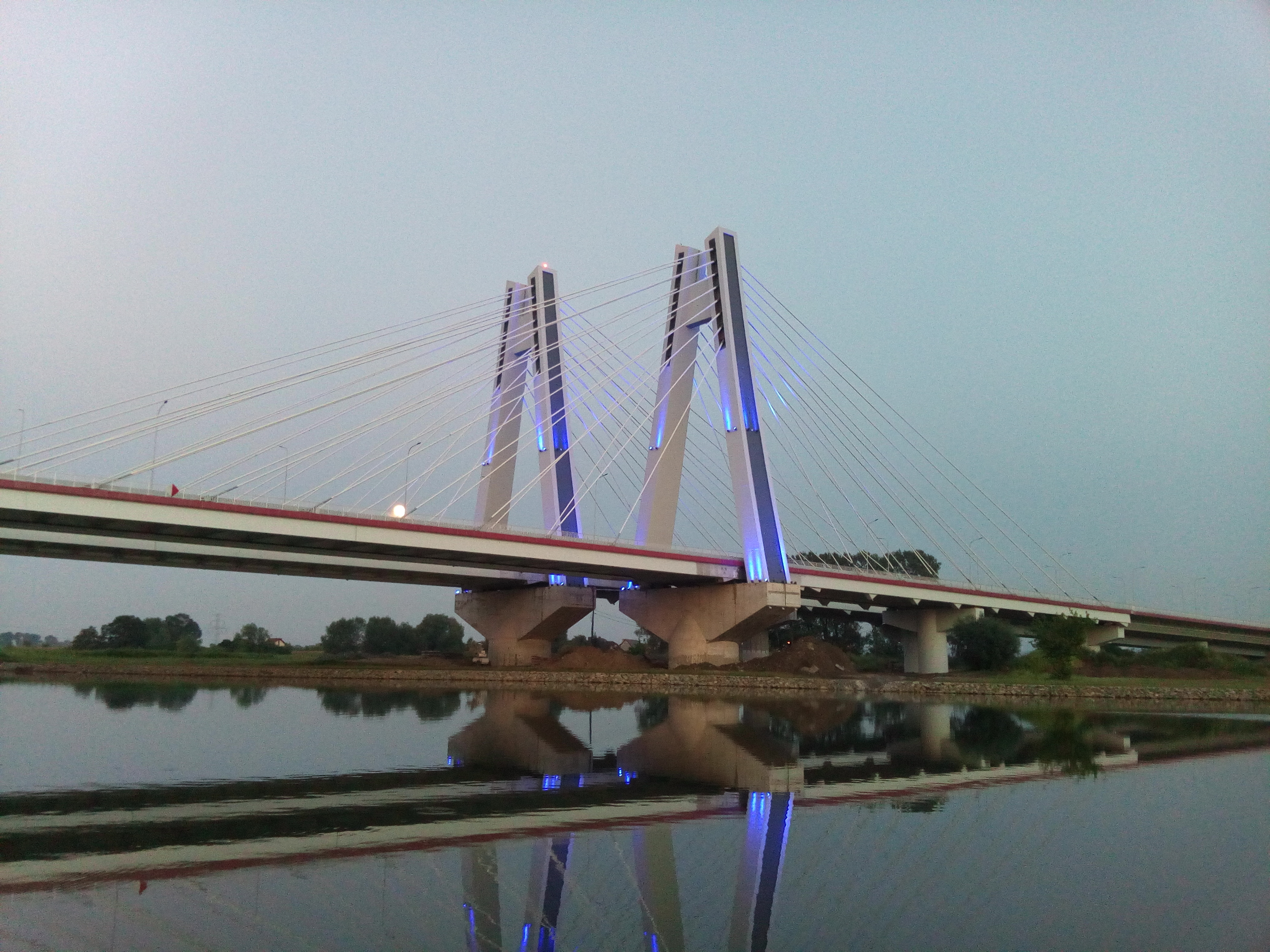
Droga S7 na odcinku między węzłem Rybitwy i węzłem Igołomska i mosty na Wiśle

Fragment Wschodniej Obwodnicy Krakowa o łącznej długości 7,2 km. Składa się z dwóch odcinków:
- Kraków Nowa Huta (d. węzeł Igołomska) – Kraków w. Christo Botewa (4,5 km)[122]; fragment Czwartej Obwodnicy Krakowa. Przetarg ogłoszono już we wrześniu 2009 roku[123] i wznowiono go w roku 2014. 22 lipca w Krakowie nastąpiło podpisanie umowy z konsorcjum firm Strabag Sp. z o.o. oraz Heilit + Woerner Sp. z o.o. Otwarcie drogi ekspresowej wraz z nową przeprawą mostową nad Wisłą nastąpiło 29 czerwca 2017 roku[124].
- Kraków w. Christo Botewa – Kraków Bieżanów (A4) (2,7 km); w skład odcinka wchodzi 6 obiektów mostowych (w tym estakada długości ponad 250 m). Stanowi on część Wschodniej Obwodnicy Krakowa, wybudowany kosztem 200 mln zł i otwarty 16 listopada 2010[125].

### Myślenice–Rabka-Zdrój(Chabówka)
Fragment zakopianki o łącznej długości 31,9 km. W jego skład wchodzą następujące odcinki:
- Myślenice – Pcim (ok. 9 km); otwarty w marcu 2008 z pierwotnym terminem uruchomienia do końca 2006.
- Pcim – granica gminy Lubień (ok. 3 km); otwarty w grudniu 2006.
- obwodnica Lubnia (4 km); w lipcu 2009 dopuszczona do ruchu na większości odcinka, budowa zakończona w październiku 2009.
- Lubień – Rabka-Zdrój (Chabówka): długość: 15,9 km wraz z budową tunelu pod Luboniem Małym o długości 2,058 km (jako jeden z najdłuższych tuneli drogowych w Polsce) – ogłoszony 19.12.2014[126]. Umowy o łącznej wartości 2,1 mld zł (w tym 1,3 mld zł dofinansowania ze środków unijnych)[127][128] podpisano 31 marca 2016 r.[129] i 29 czerwca 2016 roku[130]. Z powodu warunków terenowych, inżynierowie aż połowę trasy głównej, czyli 8 km zaprojektowali na wiaduktach, estakadach, mostach oraz w tunelu. Odcinek był podzielony na 3 mniejsze etapy.
  - Lubień – Naprawa: długość całkowita: (7,6 km)[131]; Umowę z konsorcjum IDS-Bud SA S.A. z siedzibą w Warszawie i korporacją Korporacja Altis-Holding z siedzibą w Kijowie o wartości 521 519 095,35 zł brutto podpisano 29 czerwca 2016 r. Czas realizacji miał wynosić 22 miesiące (bez wliczania okresów zimowych), tj. do października 2018 roku, a następnie jesienią 2019[132] i wreszcie do końca października 2020. 19 grudnia 2019 roku oddano na zasadzie przejezdności lewą jezdnię tego odcinka z ograniczeniem prędkości do 70 km/h. Prace nad dokończeniem prawej jezdni wstrzymało osuwisko[133]. W rezultacie GDDKiA 17 lipca 2020 zerwało umowę na realizację tego odcinka[134]. 1 września 2020 GDDKiA podpisała umowę na kontynuację budowy wiaduktu w ciągu drogi ekspresowej S7 na odcinku Lubień – Naprawa z polską firmą TBM, która wcześniej budowała ten wiadukt jako podwykonawca firmy IDS-Bud SA. W ramach umowy wykonawca miał dokończyć budowę estakady zgodnie z wydaną decyzją o zezwoleniu na realizację inwestycji drogowej (ZRID), dokumentacją projektową, specyfikacjami technicznymi wykonania i dokonać odbioru robót budowlanych po ich zakończeniu. Koszt prac po negocjacjach wyceniony został na ok. 42,2 mln zł. Zakończenie robót nastąpiło w listopadzie 2021. Natomiast 22 grudnia 2020 GDDKiA podpisała umowę na kontynuację budowy drogi ekspresowej S7 na odcinku Lubień – Naprawa z firmą Strabag Infrastruktura Południe. Koszt inwestycji wyniósł ponad 74,5 mln zł. Zakres inwestycji obejmował prace przygotowawcze, dokończenie budowy prawej jezdni odcinka S7 Lubień – Naprawa o długości ok. 7,6 km, MOP Lubień i MOP Krzeczów, dojazdów technologicznych, systemu odwodnienia pasa drogowego i urządzeń bezpieczeństwa ruchu. W ramach zadania uwzględniono także urządzenia ochrony środowiska (ekrany, urządzenia oczyszczania wód)[135]. 30 listopada 2021 po odbiorach oznakowania została udostępniona do ruchu prawa jezdnia, w kierunku do Zakopanego.
  - Naprawa – Skomielna Biała, długość odcinka 3,1 km (w tym tunel pod Małym Luboniem o długości 2,058 km)[136]. Umowę z firmą Astaldi S.p.A. z siedzibą w Rzymie o wartości 968 835 650,00 zł brutto podpisano 29 czerwca 2016 r. Czas realizacji miał wynosić 54 miesiące od podpisania umowy (tj. upłynąć pod koniec roku 2020); z powodu kłopotów finansowych wykonawcy został on przesunięty na jesień 2021 roku[132], jednak i ten termin nie został dotrzymany[137]. Oddany do użytku 12 listopada 2022 roku[16]. Dwukomorowy tunel o długości 2,058 km pod Małym Luboniem wydrążono w niejednorodnych skałach fliszu karpackiego, poprzecinanych uskokami. W najwyższym punkcie, od dna tunelu do wierzchołka góry, znajduje się 107 m skały. Oprócz tunelu zaprojektowano 38 obiektów mostowych, w tym 10 mostów na ciekach wodnych. Pozostałe to wiadukty i łącznice. Do tego zaplanowano dwa węzły drogowe: „Skomielna” i „Zabornia”, trzy MOP-y: w Lubniu, Krzeczowie i Zbójeckiej Górze oraz 25 km dróg dojazdowych, obsługujących przyległe tereny. Najdłuższy wiadukt w miejscowości Skomielna Biała zaplanowano na 992 metry długości[138].
  - Skomielna Biała – Rabka Zdrój (S7); Rabka Zdrój – Chabówka (DK47)[139]; długość odcinka; 5,2 km. Umowę z Salini Impregilo S.p.A. z siedzibą w Mediolanie o wartości 615 068 976,27 zł brutto podpisano 31 marca 2016 r. Czas realizacji umowy miał wynosić 22 miesiące (bez miesięcy zimowych), zakładając ukończenie jej w lipcu 2018 roku[132][140], jednak z powodu uskoku odcinek został ostatecznie oddany do ruchu 28 września 2019 roku[141].

## Odcinki w budowie

### Żukowo – Gdańsk Południe (fragment obwodnicy Metropolii Trójmiejskiej).
Odcinek o długości 15,1 km. Przetarg ogłoszono 19 sierpnia 2020 r. Umowę podpisano 16 kwietnia 2021.

### Płońsk Południe (w. Siedlin) – Czosnów Południe
Odcinek o długości: 34,6 km, który podzielono na trzy mniejsze odcinki realizacyjne:
- Płońsk Południe (w. Siedlin) – Załuski (bez węzła). Długość 12,9 km. Przetarg na wyłonienie wykonawcy ogłoszono dnia 05.08.2019. Umowę w trybie „zaprojektuj i zbuduj” podpisano 1 października 2020. 2 maja 2023 roku wojewoda mazowiecki wydał zezwolenie na realizację inwestycji drogowej (ZRID), co oznacza rozpoczęcie budowy[145]. Zakończenie prac przewidziano na rok 2025[146].
- Załuski (węzeł) – Modlin (bez węzła). Długość: 12 km. Przetarg na wyłonienie wykonawcy ogłoszono dnia 12.08.2019. Umowę podpisano 9 lipca 2020. Zakończenie prac przewidziano na rok 2025[147].
- Modlin (węzeł) – Czosnów Południe (z węzłem). Długość: 9,7 km. Przetarg na wyłonienie wykonawcy ogłoszono dnia 19.08.2019. Umowę podpisano 12 maja 2020 r. Zakończenie wszystkich prac przewidywane jest z końcem 2023 r.[148]

Droga na tym odcinku ma posiadać dwie jezdnie po trzy pasy ruchu. Pomiędzy miejscowościami Zakroczym (Ostrzykowizna) i Czosnów (14,6 km), zmodernizowany oraz poszerzony do przekroju dwóch jezdni po trzy pasy ruchu zostanie istniejący fragment drogi ekspresowej o nawierzchni wymagającej modernizacji. W oryginalnym przekroju dwóch jezdni po dwa pasy ruchu została ona oddana do użytku 16 czerwca 1990 (w 2017 roku wymieniono nawierzchnię jezdni północnej wraz z odcinkiem od Ostrzykowizny do Kroczewa).

### Czosnów – Kiełpin
Długość odcinka – 9 km. 16 listopada podpisano umowę w trybie „zaprojektuj i zbuduj” z konsorcjum firm: Fabe Polska (lider konsorcjum), SP Sine Midas Stroy (Kazachstan) oraz Yörük Yapi İnşaat (Turcja). Wartość zadania wynosi ok. 536 mln zł, a czas realizacji to 36 miesięcy od daty zawarcia umowy. Do czasu realizacji robót nie wlicza się okresów zimowych (od 16 grudnia do 15 marca). Zadaniem wykonawcy jest przygotowanie projektu budowlanego, uzyskanie niezbędnych decyzji, a następnie budowa ok. 9 km drogi ekspresowej S7. W miejscu obecnej dwujezdniowej i dwupasowej DK7 powstanie dwujezdniowa droga ekspresowa z trzema pasami ruchu plus pas awaryjny w każdym kierunku. Przy sprawnym przebiegu procesu projektowania (uzyskiwania niezbędnych uzgodnień i decyzji), jak i realizacji planowany termin zakończenia inwestycji to wiosna 2027 roku.

### Widoma(bez węzła) –KrakówNowa Huta(d. węzeł Igołomska)
Długość ok. 18,3 km. Przetarg ogłoszono 18 września 2015 roku w trybie „zaprojektuj i zbuduj”. Oferta złożona przez firmę Impresa Pizzarotti (która opiewała na najniższą cenę) została odrzucona, jednak firma odwołała się od tej decyzji i w kwietniu 2018 zdecydowano o ponownym rozpatrzeniu ofert na budowę tego odcinka. 26 września 2018 podpisano umowę na budowę odcinka z firmą Salini, która złożyła drugą w kolejności ofertę. Na wykonanie zadania wyznaczono 34 miesiące od daty zawarcia umowy. 22 lipca 2020 roku wojewoda Małopolski wydał decyzję o zezwoleniu na realizację inwestycji drogowej tego odcinka. 7 grudnia 2020 GDDKiA odstąpiło od umowy z włoską firmą Webuild (d. Salini) z powodu „braku należytego wykonywania robót i braku pozytywnej reakcji na wezwania do poprawy oraz powstałą zwłokę w realizacji prac”. Umowę na kontynuację budowy odcinka podpisano 15 lipca 2021 r. z konsorcjum firm Gülermak i Mosty Łódź. 23 grudnia 2024 roku udostępniono odcinek od węzła Widoma do węzła Kraków Mistrzejowice (bez węzła) o długości 13,3 km na zasadzie przejezdności. Pozostałe 5 km jest nadal w budowie. Do końca 2025 r. ma zostać udostępniony kolejny odcinek, między węzłami Grębałów i Nowa Huta. W połowie 2026 r. ma zakończyć się budowa największego węzła drogowego w województwie małopolskim – Mistrzejowice – a tym samym zostanie domknięty krakowski ring drogowy.

## Odcinki na etapie przetargu

### Kiełpin–Warszawa
Odcinek o długości około 12,9 km. 27 kwietnia 2018 r. wydano DŚU a 13 października 2023 r. ogłoszono przetarg na wykonanie projektu budowlanego oraz uzyskanie niezbędnych decyzji dla budowy drogi.

## Odcinki planowane

### Kraków – Myślenice
Odcinek o długości 24 do 29 km, w zależności od wariantu. W październiku 2020 r. GDDKiA ogłosiła prace koncepcyjne dla tego odcinka. Studium korytarzowe obejmowało powierzchnię blisko 3 tys. km kwadratowych na terenach siedmiu powiatów i 34 gmin. Jego wyniki zostały zaprezentowane 27 stycznia 2022 roku. Odrzucono możliwość przebudowy istniejącej drogi krajowej nr 7 do parametrów drogi ekspresowej i zaproponowano pięć korytarzy prowadzących całkowicie nowym śladem oraz jeden korytarz prowadzący w większości nowym śladem, z częściowym wykorzystaniem korytarza istniejącej drogi w gminie Myślenice. 4 października podpisano umowę z firmą Transprojekt Gdański na opracowanie Studium techniczno-ekonomiczno-środowiskowego (STEŚ) dla niniejszego odcinka, jednak wykonawca zrezygnował z podpisania umowy, w związku z czym ogłoszono kolejny przetarg. W ramach drugiego przetargu 19 lutego 2024 r. wybrano do tego zadania firmę IVIA. Wykonawca będzie miał 6 lat na opracowanie tego dokumentu i uzyskanie decyzji o środowiskowych uwarunkowaniach. Koszt to 23,3 mln zł.

### Rabka Zabornia (koniec obecnego przebiegu drogi S7) – Chyżne (granica państwa)
W październiku 2019 roku Minister Infrastruktury zatwierdził do realizacji program inwestycji dla zadania „Budowa drogi dwujezdniowej klasy GP (na parametrach klasy S) w ciągu drogi krajowej nr 7 na odc. Rabka – Chyżne, proces przygotowawczy”.
Jak poinformował, rusza proces przygotowawczy dla tej inwestycji, w ramach którego powstanie opracowanie dokumentacji projektowej w zakresie studium korytarzowego z określeniem klasy technicznej planowanej drogi, zlecenie studium techniczno-ekonomiczno-środowiskowego z elementami koncepcji programowej wraz z materiałami do decyzji środowiskowej, uzyskanie decyzji środowiskowej.
Zakłada się budowę drogi klasy GP o długości ok. 35 km, budowę węzłów drogowych wraz z siecią dróg dojazdowych, obiektów inżynierskich, zabezpieczeń akustycznych, urządzeń ochrony środowiska i systemu odwodnienia. Kwestia klasy i przekroju tej drogi wynikać będzie z przeprowadzonych analiz w ramach studium korytarzowego oraz prognozy ruchu. Droga będzie dostosowana do nośności nawierzchni wynoszącej 115 kN/oś.
Istniejący już węzeł drogowy Rabka Zabornia jest przygotowany do dalszej rozbudowy trasy S7 w stronę granicy ze Słowacją w Chyżnem, w trakcie jego budowy przewidziano miejsce na budowę dodatkowych łącznic, oraz wykonano ich krótkie, początkowe fragmenty.
Na terenie Słowacji kontynuacją drogi S7 będzie projektowana, a częściowo, w krótkich fragmentach, już istniejąca, droga ekspresowa R3, która na Słowacji ma przebiegać od granicy z Polską w Chyżnem, przez Twardoszyn, Dolny Kubin, Martin, Zwoleń, do granicy z Węgrami w miejscowości Šahy, gdzie docelowo ma połączyć się z węgierską drogą szybkiego ruchu M2 wiodącą w stronę Budapesztu.

## Inwestycje w ramach Programu Operacyjnego Infrastruktura i Środowisko
| Odcinek                                                                     | Lata realizacji według planu | Lata realizacji według stanu zaawansowania | Koszt (w mln zł) |
| --------------------------------------------------------------------------- | ---------------------------- | ------------------------------------------ | ---------------- |
| Oś priorytetowa VI Transeuropejskie sieci transportowe TEN-T                |                              |                                            |                  |
| Gdańsk (A1/S6) – Elbląg (S22)                                               | 2008–2011                    | 2009–2013 (+2)                             | 1 237,89         |
| Elbląg (S22) – Olsztynek (S51)                                              | 2008–2011                    | 2008–2012 (+1)                             | 1 337,29         |
| Olsztynek (S51) – Płońsk (S10)                                              | 2010–2012                    | 2009–2013 (+1)                             | 1 418,21         |
| Płońsk (S10) – Warszawa (S8)                                                | 2010–2012                    | 2011–2013 (+1)                             | 488,72           |
| węzeł Opacz – węzeł Paszków                                                 | 2008–2011                    | 2010–2012 (+1)                             | 607,43           |
| Oś priorytetowa VIII Bezpieczeństwo transportu i krajowe sieci transportowe |                              |                                            |                  |
| Warszawa – Grójec                                                           | 2010–2012                    | 2011–2013 (+1)                             | 534,35           |
| Grójec – Białobrzegi                                                        | 2007–2009                    | oddana do ruchu                            | 471,84           |
| Radom (Jedlińsk) – Jędrzejów                                                | 2008–2012                    | 2010–2017 (+5)                             | 2 117,65         |
| Jędrzejów – granica woj. świętokrzyskiego                                   | 2010–2011                    | 2010–2017 (+6)                             | 466,15           |
| granica woj. świętokrzyskiego – Kraków                                      | 2010–2012                    | 2010–2016 (+4)                             | 1 382,12         |
| Lubień – Rabka                                                              | 2011–2012                    | 2011–2014 (+2)                             | 928,24           |

Źródło: Indykatywny wykaz kluczowych i dużych projektów dla Programu Operacyjnego Infrastruktura i Środowisko